# Fleminggatan

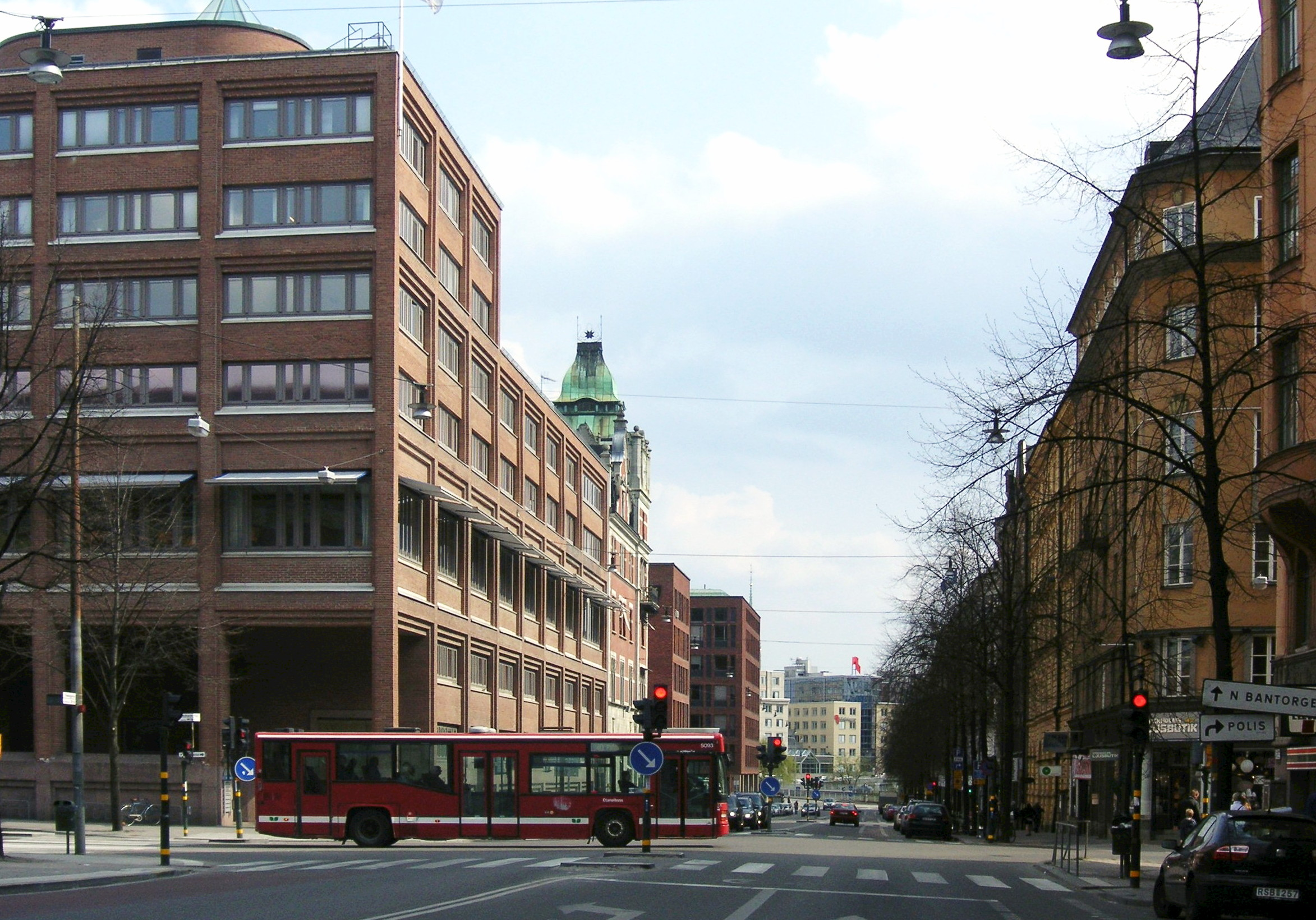
Fleminggatan mot öst med Klamparen 10 Tingshuset till vänster, april 2008.

Fleminggatan är en huvudgata på Kungsholmen i centrala Stockholm. Gatan fick sitt nuvarande namn i samband med namnrevisionen i Stockholm 1885.

## Historik

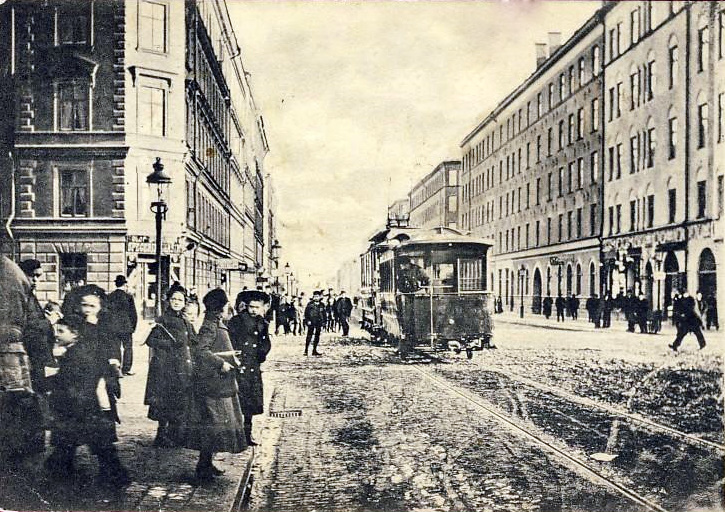
Fleminggatan tidigt 1900-tal.

Fleminggatan sträcker sig från Kungsbroplan i öst till Mariebergsgatan i väst. Den fick sitt nuvarande namn vid Stockholms stora gatunamnsrevisionen år 1885 och är namngiven efter överståthållaren Clas Larsson Fleming (1592–1644). Tidigare hette den bland annat Reparebansgatan efter en reparbana (repslagarbana) som fanns vid gatans södra sida. Gatans äldsta kända namn var Glasbruksgatan (Glasbruukz gatun, 1645). Upphov till detta namn var Jungs glashytta som borgaren Melker Jung (1615–1678) lät anlägga 1641 söder om gatan, intill Klara sjö.

## Byggnader längs Fleminggatan
Några större byggnader vid Fleminggatans norra sida är Tekniska nämndhuset, och mittemot Gamla ÅF-huset. Vid Fleminggatan 8 återfinns före detta AB Separators kontorsbyggnad, ritat av Johan Laurentz år 1900, intill, vid Fleminggatan 12-14, märks Klamparen 10, även kallad Tingshuset, som uppfördes mellan åren 1983 och 1987 för Stockholms tingsrätt efter ritningar av Ahrbom & Fahlsten arkitektkontor. Vid korsningen med Scheelegatan ligger Trygg-Hansa-huset. På området för den tidigare Stockholms stads norra frivilliga arbets- och försörjningsinrättning kallad Grubbens skapades  mellan 1995 och 1998 det internationellt uppmärksammade bostadsområdet S:t Eriksområdet. Därefter följer S:t Eriks ögonsjukhus. Mitt över detta, på gatans södra sida, ligger huvudkontoret för HSB.
Vid korsningen med Sankt Eriksgatan ligger Västermalmsgallerian samt nedgångar till Fridhemsplans tunnelbanestation. Gatan leder fram till och avslutas vid Mariebergsgatan. Här återfinns kvarteret Heden med före detta Kungsholms folkskolas byggnad från 1889.

## Bilder, byggnader i urval

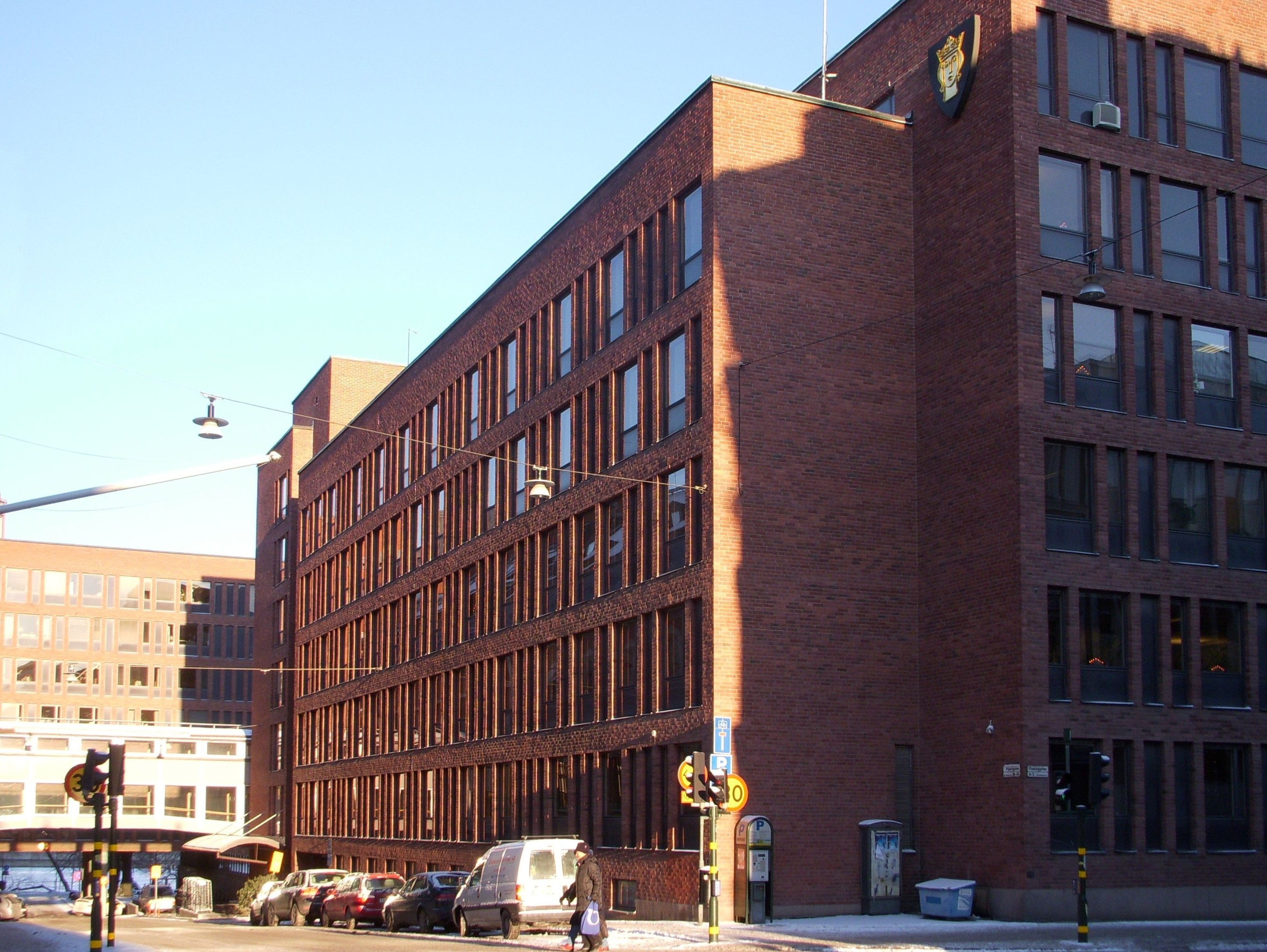
Tekniska nämndhuset.
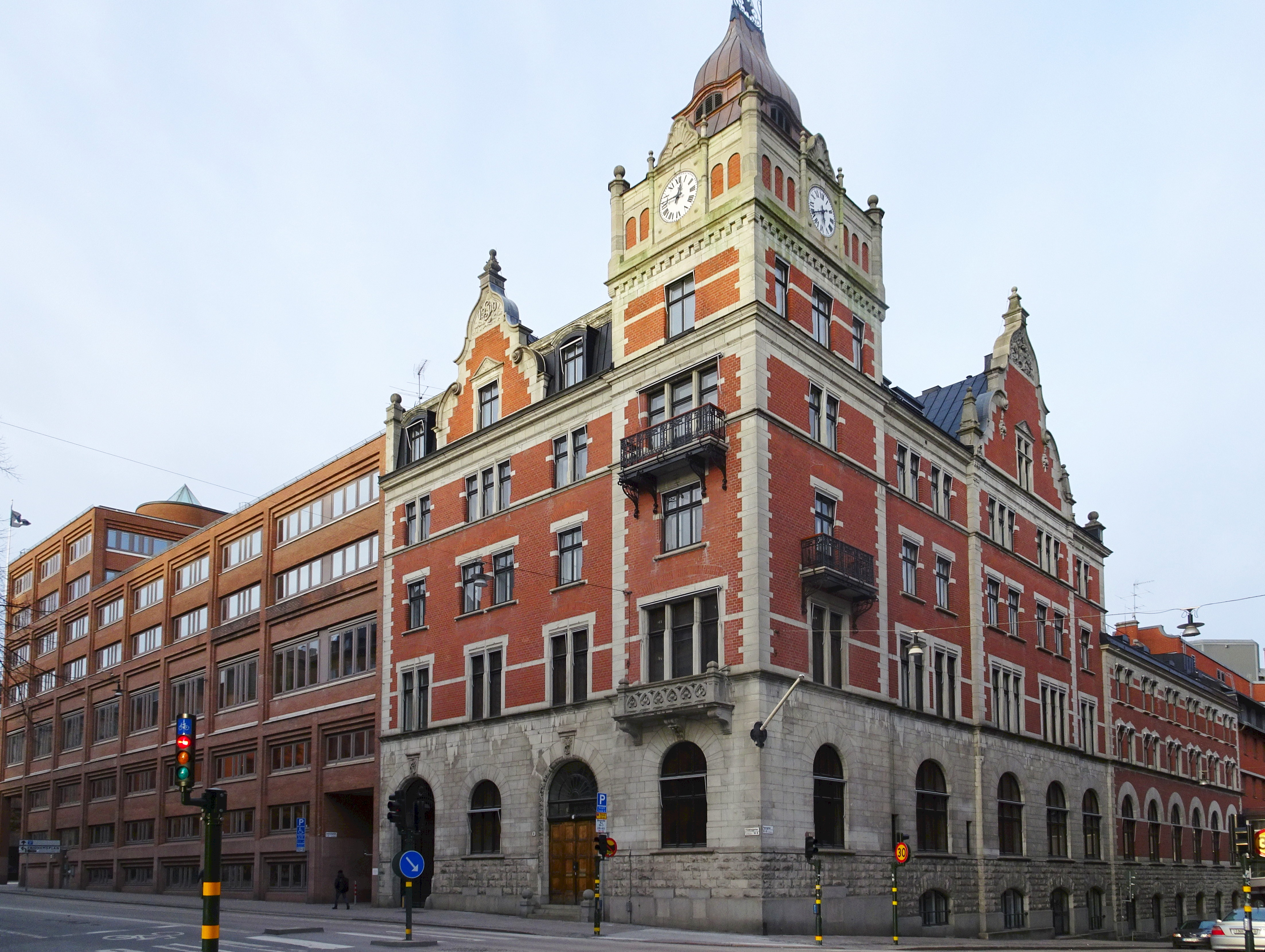
AB Separators kontorsbyggnad.
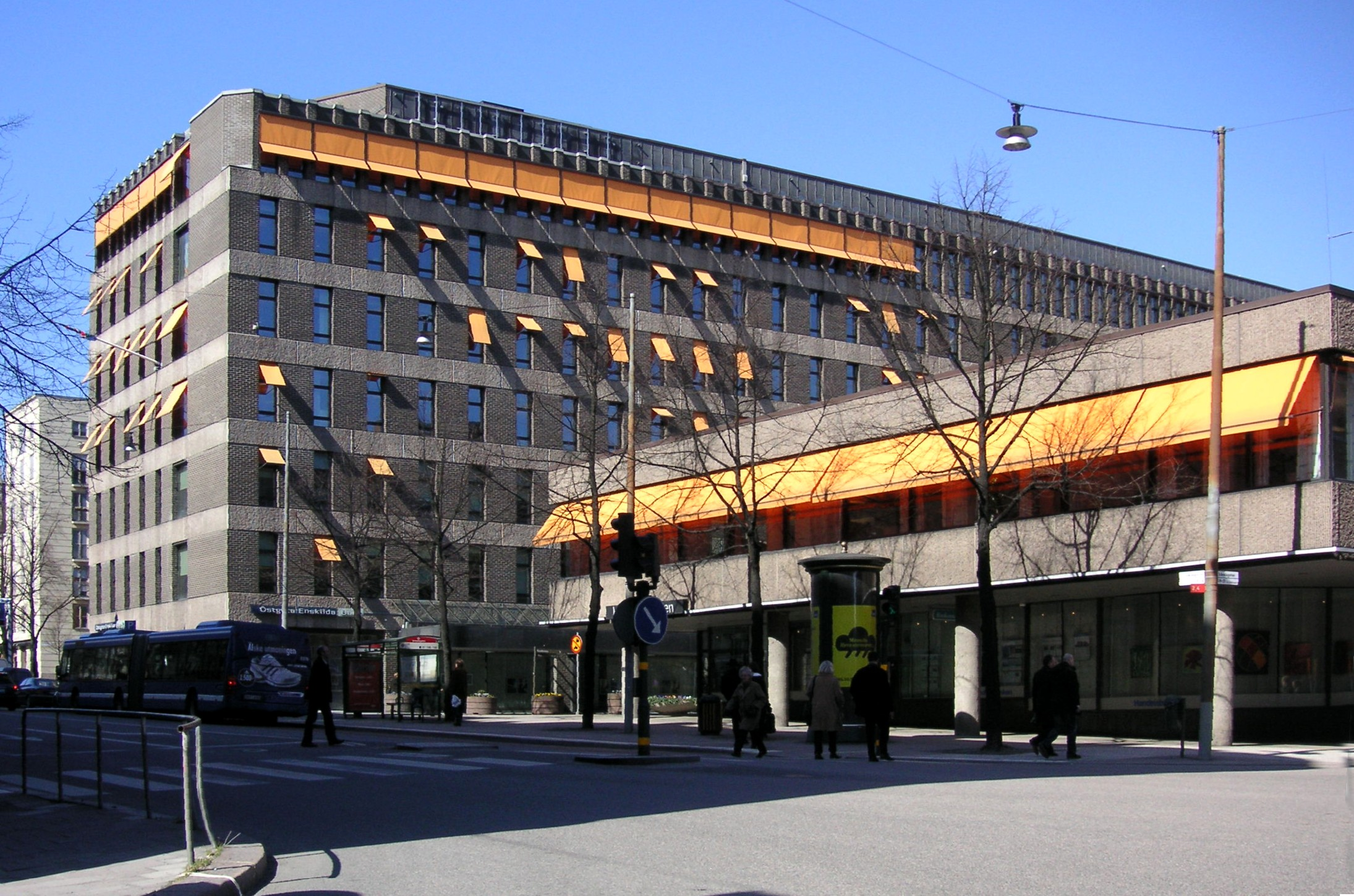
Trygg-Hansa-huset.
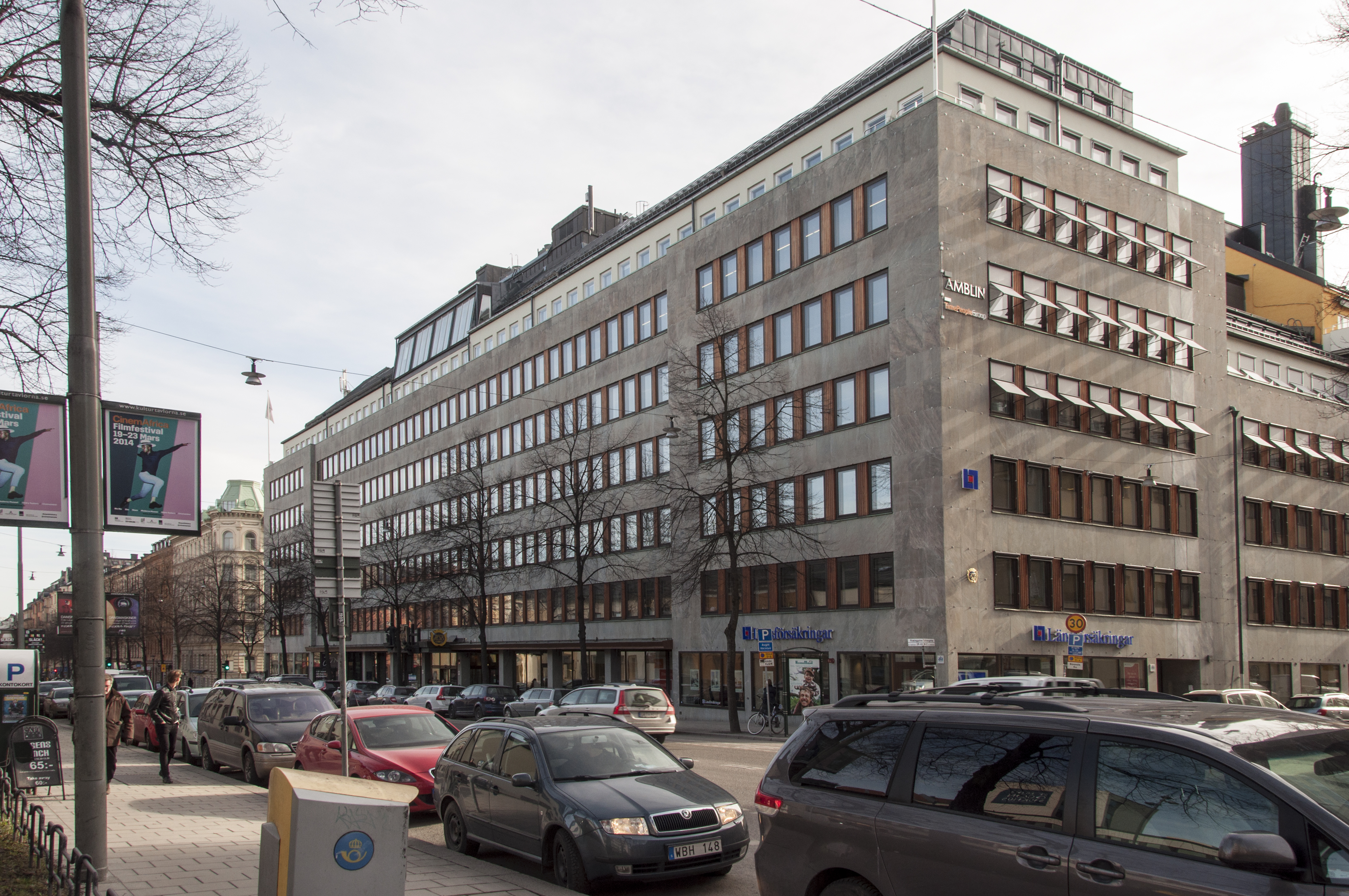
HSB-huset.
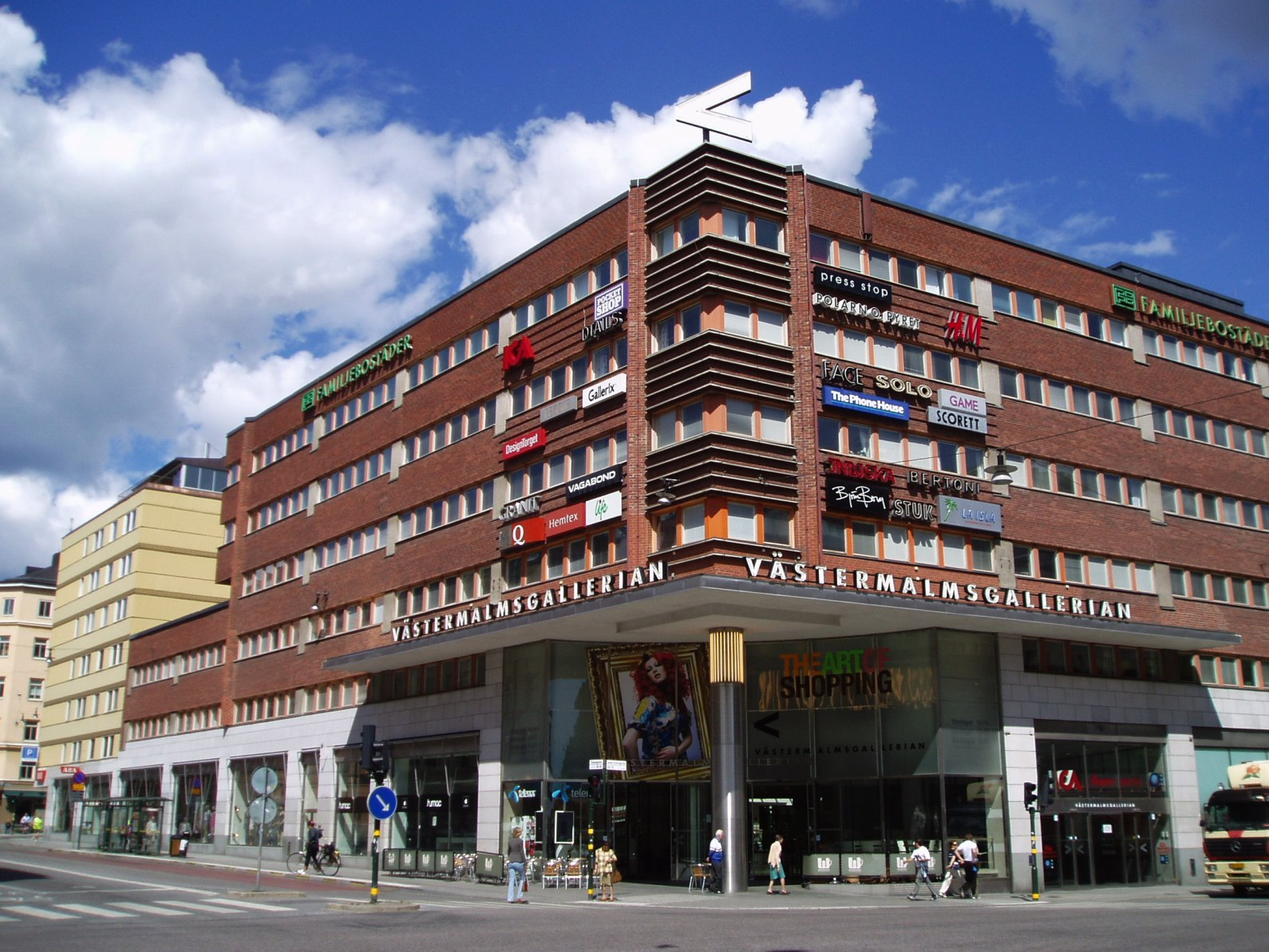
Västermalmsgallerian.